# 30452 Callegari
30452 Callegari è un asteroide della fascia principale. Scoperto nel 2000, presenta un'orbita caratterizzata da un semiasse maggiore pari a 2,853398 UA e da un'eccentricità di 0,085412, inclinata di 13,165258° rispetto all'eclittica. Ha un diametro di  5,220 km.